# Kulu
Kulu (rusky Кулу) je řeka v Chabarovském kraji a v Magadanské oblasti v Rusku. Je 300 km dlouhá od soutoku zdrojnic a 384 km od pramene Kenjeliči.

## Průběh toku
Vzniká soutokem zdrojnic Chudžach a Kenjeliči, které pramení na východních výběžcích horského hřbetu Suntar Chajata. Je pravou zdrojnicí Kolymy.

## Vodní stav
Zdroj vody je smíšený. Průměrný průtok vody na dolním toku činí 92 m³/s. Zamrzá v říjnu a rozmrzá v květnu.